# Venezillo albus
Venezillo albus là một loài chân đều trong họ Armadillidae. Loài này được Nunomura miêu tả khoa học năm 1990.